# Львівська операція (1920)
Львівська операція (25 липня 1920 — 20 серпня 1920) — наступ військ Південно-Західного фронту Червоної армії в ході радянсько-польської війни 1919—1921 проти польсько-українських військ з метою оволодіння Львовом.

## Передісторія
Наступальні дії радянських Західного і Південно-Західного фронтів у липні 1920 року були успішними. Червоній армії вдалося швидко просунутися на захід і зайняти основну частину території Білорусі та України. Водночас у ході операції не вдалося оточити і знищити польські війська, які відступили на захід, зберігши боєздатність. Тим не менш, радянське командування планувало продовжувати наступ з колишньою швидкістю.

## Склад сил
У складі радянського Південно-Західного фронту (командувач О. І. Єгоров, члени РВС — Й. В. Сталін, Р. І. Берзін, Х. Г. Раковський) проти польських військ діяли Перша кінна армія, 12 і 14 армії. Чисельність цих військ становила 46 тисяч багнетів, 10 500 шабель.
До складу польського Південно-східного фронту (командувач генерал Е. Ридз-Смігли) входили 2-га, 3-тя і 6-та армії та армія Української народної республіки. Чисельність цих військ становила 53 600 багнетів і шабель.
На середину серпня 1-ша кінна армія мала в бойових порядках 25,2 тис.шабель, 420 кулеметів, 60 гармат і 10 літаків. У цей же час на львівському напрямку проти 1-ї кінної армії діяли підрозділи 5, 6 і 13-ї дивізій піхоти польської 6-ї армії генерала В. Єджеєвського, які разом мали лише близько 11 тис. штиків та 3 тис. шабель. Їхні бойові дії підтримували 6 бронепоїздів і 50 літаків з Клепарівського летовища у Львові, пілотами яких переважно були добровольці з Франції та США. Але, коли червона кіннота вийшла на річку Західний Буг, основні сухопутні польські війська відступили в бік Перемишля і Кристинополя—Белза, залишаючи львівський напрямок майже голим. Його прикрили частини так званої Добровольчої армії, які відіграли ключову роль в обороні Львова. Формування цієї армії розвернулося в Польщі за ініціативою генерала Ю. Галлера. У липневі дні почали створюватися «малопольські відділи» Добровольчої армії у Львові. На призовних пунктах в казармах на вулиці Замарстинівській та в школі імені Сенкевича за два тижні записалося близько 18 тисяч добровольців, із них 6 тис. — колишні вояки австрійської армії, яких не мобілізували до польського війська за віком. Завдяки патріотизмові краян Львова було сформовано 238-й та 240-й полки піхоти, 209 і 214-й кінні полки, три артилерійських дивізіони, окремий Львівський полк кінноти, два мобільних батальйони стрільців, штурмова, саперна й санітарна сотні та інші підрозділи.
Крім того, до лав захисників Львова ввійшло понад 20 тис. юнаків та дівчат, студентів, гімназистів та гарцерів, з яких були створені окремі запасні та охоронні батальйони. Після двотижневої військової підготовки, частини польських добровольців вирушили на фронт, де зайняли оборону по р. Західний Буг на лінії Кам'янка—Струмилова—Красне.

## Плани сторін
Початковий план радянського командування (за директивою 11 липня) полягав у тому, щоб війська Південно-Західного фронту сприяли наступу Західного фронту в Білорусі, завдаючи основного удару на брестському напрямку. Однак, оскільки війська Західного фронту успішно і швидко просувалися в напрямку на Берестя, командування Південно-Західного фронту 22 липня запропонувало головкому план дій, за яким головного удару фронту передбачалося завдати на львівському напрямі з метою зайняти Східну Галичину. Головком С. С. Каменєв вважав, що польська армія практично розбита і війська Західного фронту зможуть самостійно вести наступ на Варшаву. Тому він затвердив за згодою РВС Республіки пропозиції командування Південно-Західного фронту. Таким чином, ударні угруповання Західного і Південно-Західного фронтів повинні були вести наступ у розбіжних напрямках.
Директива командування Південно-Західного фронту від 23 липня поставила 12-й, 1-й кінній і 14-й армії завдання розбити війська польського Південно-східного фронту на львівському напрямі. 1-ша кінна армія (командувач С. М. Будьонний), посилена 24-ю, 45-ю і 47-ю стрілецькими дивізіями, повинна була робити головний удар, отримавши завдання не пізніше 29 липня зайняти Львів, а потім захопити переправи через річку Сян. 14-та армія (командувач М. В. Молкочанов) отримала завдання розбити польські війська на річці Збруч і наступати на Тернопіль, Городок. 12-та армія (командувач Г. К. Восканов) мала завдання забезпечити операцію наступом на Холм — Люблін.

## Хід операції

### Боротьба за Броди

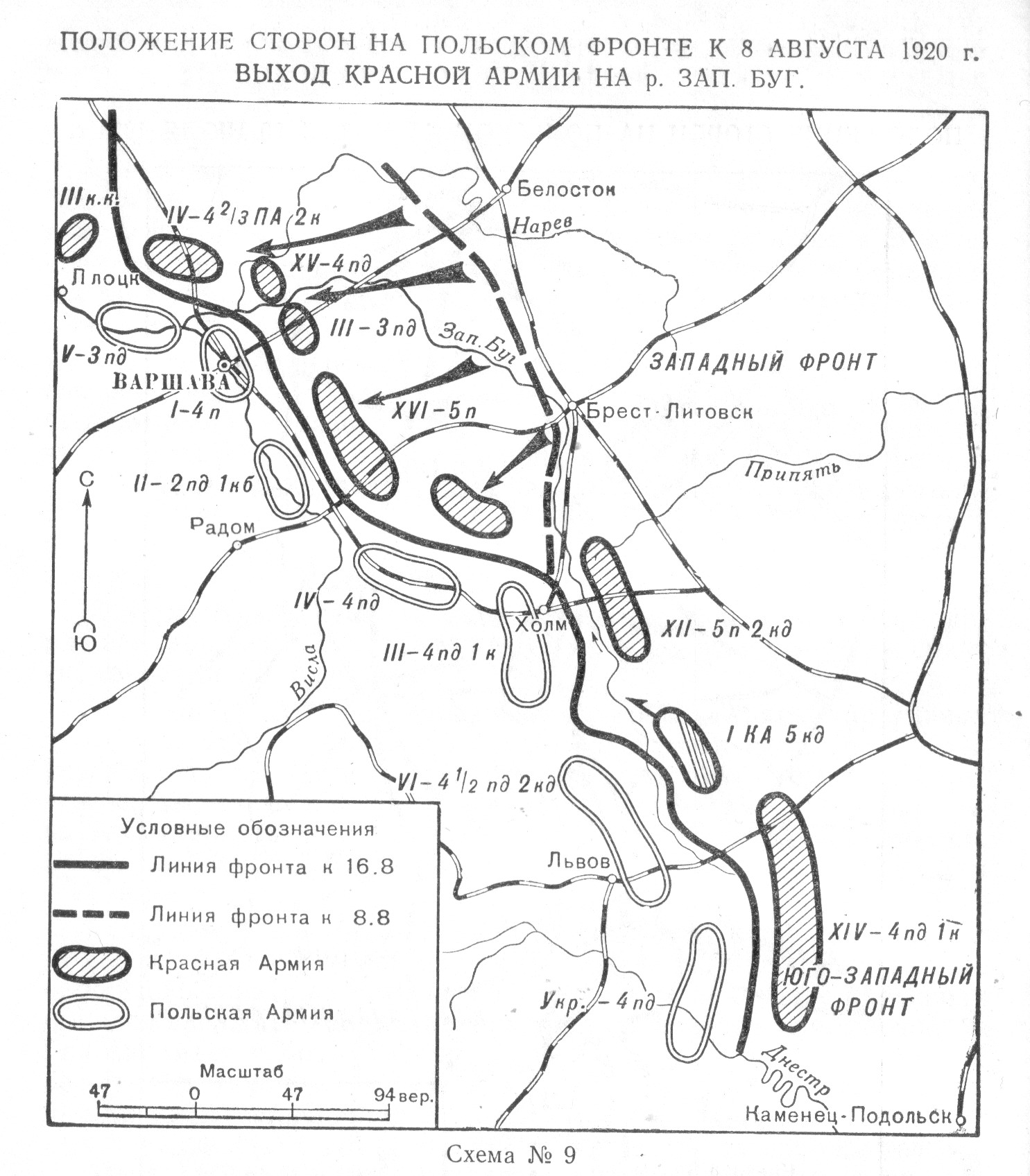
Становище сторін на польському фронті до 8 серпня 1920 року

1-ша кінна армія почала наступ на Львів. Долаючи сильний опір польських військ, вона 26 липня опанувала Броди, а до 28 липня на широкому фронті з боями переправилася через річку Стир, зайняла Буськ і вийшла до річки Західний Буг. Північніше діяли війська 12-ї армії, які форсували річки Стир і Стохід та просувалися до Ковелю. На південному фланзі 14-та армія прорвала оборону поляків на річці Збруч та 26 липня зайняла Тернопіль.
Однак 12-та і 14-та армії просувалися дуже повільно, це призвело до того, що фланги 1-ї кінної армії виявилися незахищеними. Скориставшись цією обставиною, 2-га і 6-та польські армії 29 липня завдали контрудар на Броди. З північного заходу діяли частини 2-ї армії у складі 1-ї і 6-ї піхотних дивізій і кінної групи генерала Савицького (2 кавалерійські дивізії, 1 кавалерійська бригада, 2 кавалерійські полки), а з південного заходу частини 6-ї армії у складі 18-ї піхотної дивізії і 10-ї піхотної бригади. Почалися запеклі бої, унаслідок яких 1-ша кінна армія для уникнення оточення, була змушена відступити на схід. 3 серпня польські війська зайняли Броди і Радзивилів. Наступного дня 12-та радянська армія зайняла Ковель, а 14-та армія вийшла до річки Стрипа.
У цей час війська радянського Західного фронту продовжували наступ і в ніч на 2 серпня оволоділи Брестом. У зв'язку зі сформованою ситуацією польське командування взялося за виконання свого плану відбиття наступу на Варшаву. Наступ польських військ у районі Бродів був зупинений, 4 серпня командування відвело 2-гу і 3-тю польські армії за річку Західний Буг, 6 серпня скасувало Південно-Східний фронт і створило Південний фронт у складі 6-ї армії, 3-тя армія перейшла до складу новоствореного Центрального фронту.
На ділянці фронту 1-ї кінної армії настав період тимчасового затишшя. Її частини, які були виснажені важкими боями і зазнали значних втрат, потрібно було приводити до ладу. Командування армії вивело в армійський резерв 4-ту та 11-ту кавалерійські дивізії і 47-тю стрілецьку дивізію. Незважаючи на те, що командування Кінної армії запропонувало надати своїм військам необхідний відпочинок, командування Південно-Західного фронту вимагало продовження рішучих дій щодо взяття Львова.

### Питання про перекидання армій
Для посилення військ Західного фронту радянське командування ухвалило рішення про перекидання 1-ї кінної армії та 12-ї армії на західний напрямок. 11 серпня головком надіслав командуванню Південно-Західного фронту директиву з відповідною пропозицією. Однак при передаванні, текст виявився зашифрований із помилкою, і командування фронту не отримало його своєчасно. 13 серпня головком передав нову директиву, в якій прямо наказував негайно передати дві зазначені армії Західному фронту.
Проте напередодні командування Південно-Західного фронту вже встигло спрямувати 1-шу кінну армію в наступ на Львів. Підготовлений на ґрунті директиви головкому командувачем Південно-Західного фронту О. І. Єгоровим наказ викликав різкі заперечення у Й. В. Сталіна, який його підписати відмовився. Тим не менше в той же день наказ затвердив інший член РВС фронту, Р. І. Берзін, потім текст наказу був переданий командувачам арміями. Відповідно до наказу, вони з 14 серпня передавалися до розпорядження Західного фронту.
15 серпня командувач Західним фронтом М. М. Тухачевський передав наказ 1-ї кінної армії перейти до Володимир-Волинського повіту, потім цей наказ було повторно передано 17 серпня. Командування 1-ї кінної відповіло, що армія не може вийти з бою і тому наказ буде виконаний тільки після взяття Львова. 1-ша кінна стала виводити свої частини з бою для переміщення на Замостя тільки після нового наказу Реввійськради Республіки 20 серпня. На думку ряду дослідників, затримка 1-ї кінної армії під Львовом на кілька днів перешкодила їй своєчасно надати допомогу Західному фронту, що негативно позначилося на результаті Варшавської битви.

### Облога Львова
За відданим наказом Південно-Західного фронту від 12 серпня, Перша кінна армія 13 серпня знову перейшла до наступу. 14 серпня армія взяла Броди. 15 серпня частини Кінної армії вийшли на рубіж річки Західний Буг, причому 6-та кавалерійська дивізія зайняла Буськ, але незабаром була змушена його полишити. Спроби інших дивізій цього дня форсувати Західний Буг не були успішними. Тільки 16 серпня 6-та кавалерійська дивізія змогла перейти через Західний Буг на північ від Буська, тут вона зустріла опір супротивника, що завзято оборонявся. За підтримки 4-й кавалерійської дивізії, бій закінчився перемогою радянських військ, були захоплені 800 полонених і 17 кулеметів.
Основні сили 1-ї кінної армії зайняли плацдарм на лівому березі Західного Бугу на північний захід від Буська, а потім втягнулися до боїв в околицях Львова. Тут армія натрапила на сильний опір польських військ, у складі яких перебувало 3 піхотних і 1 кавалерійська дивізії. 19 серпня 4-та і 6-та кавалерійські дивізії перебували на відстані 6 кілометрів від міста. Опір противника зростав, й унаслідок запеклих боїв, частини 1-ї кінної армії зазнали сильні втрати в командному складі. Зокрема, втрати молодшого командного складу були великими в 31-му і 32-му кавалерійських полках та у всій 6-й кавалерійській дивізії.
20 серпня 1-ша кінна армія отримала наказ голови РВСР Л. Д. Троцького, що приписує терміново виконати директиву командування Західного фронту. Тільки після цього 1-ша кінна армія припинила наступ і почала виводити свої частини з бою. Після відходу 1-ї кінної армії, завдання з оволодіння Львова було покладене на війська 14-ї армії. Однак 14-та армія не мала для цього необхідних сил і засобів. Її війська під натиском гнітючих сил польської армії змушені були спершу перейти до оборони, а потім і зовсім відступити на схід.

## Підсумки
Військам радянського Південно-Західного фронту не вдалося виконати завдання щодо взяття Львова. Невдача операції пояснюється переоцінкою радянським командуванням міці своїх військ і недооцінки можливостей військ супротивника, а також зробленими помилками в керівництві військами з боку головного командування і командування Південно-Західного фронту. Іншою причиною невдачі стали також великі втрати радянських військ у боях за Броди і сильно укріплений львівський район. Окрім того умови місцевості були несприятливими для використання кінноти.
Безпосередньо у боях під Львовом втрати його захисників були незначними — близько 1,5 тис.воїнів (частину з них поховали на Кладовищі Орлят). Зустрівши відчайдушний опір львів'ян, перш за все добровольців із двотижневою військовою підготовкою, знамениті червоні кіннотники, напевно, не дуже рвалися проливати кров за «світову республіку Рад». Мотивація оборонців древнього міста виявилася більш суттєвою. За бої 1918—1919 та 1920 років Польська держава оголосила про нагородження міста Львова найвищим військовим орденом — Віртуті Мілітарі. Урочисте вручення нагороди відбулося на площі коло пам'ятника Адаму Міцкевичу 22 листопада 1920 року, при участі маршалка Ю. Пілсудського.